# 五惠路
五惠路是中華人民共和國遼寧省大連市中山區和西崗區一條東西走向道路，道路西起中山路，東至解放路。道路全長730米，寬20米。道路沿途有勞動公園。

## 歷史
此道路於日治時期為羽衣町。道路始建於1950年，最初名為武惠路。路名來自於武漢街和惠中街的第一個字。後來演變為五惠路。1966年後相繼更名為紅旗路和代代紅路。1973年恢復舊稱五惠路。

## 事件
2021年5月22日，五惠路與友好街路口，行人在人行橫道線過馬路時，一輛黑色寶馬車朝人群撞擊，事故造成5人死亡、5人受傷。司機撞人後逃離現場，但當天就被警察抓獲。經調查嫌疑人因投資失敗蓄意報復社會。2021年10月29日，嫌疑人被判處死刑。